# عباس علوية
عباس علوية ناشط سياسي وحقوقي عربي أمريكي يعيش في ديربورن في ولاية ميشيغن. برز اسم علوية ضمن حملة غير ملتزم التي دعت إلى حجب التصويت عن الرئيس الأمريكي جو بايدن بسبب الحرب الإسرائيلية على غزة. ساهم علوية مع ليلى العبد في تأسيس الحملة وذهب إلى شيكاغو ضمن سبعة وثلاثين مندوبا غير ملتزمين لحضور المؤتمر الوطني للحزب الديمقراطي الذي رشح كامالا هاريس لرئاسة الولايات المتحدة عن الحزب. دعى المندوبون إلى وقف إطلاق النار في غزة وطالبوا بمنح كلمة لفلسطيني أمريكي، إلا أن طلبهم قوبل بالرفض من منظمي المؤتمر.

## حياته
ولد عباس في لبنان ثم هاجر إلى الولايات المتحدة عند عمر ست سنوات.

## حياته السياسية
بدأ علوية حياته السياسية بالعمل في مكتب عضو الكونغرس عن ميشيغن أندي ليفين، وهو يهودي كان يدعو علوية إلى عشاء السبت اليهودي. عمل بعدها كرئيس موظفين في حملة كوري بوش. ضمن حملة غير ملتزم، اجتمع علوية وليلى العبد مع كامالا هاريس لطلب التزام منها بوقف إطلاق النار ووقف تسليح إسرائيل.